# Мальта на зимових Олімпійських іграх 2018
Мальта на зимових Олімпійських іграх 2018, що проходили з 9 по 25 лютого 2018 у Пхьончхані (Південна Корея), була представлена 1 спортсменом в 1 виді спорту.

## Спортсмени
| Вид спорту          | Чоловіки | Жінки | Всього |
| ------------------- | -------- | ----- | ------ |
| Гірськолижний спорт | 0        | 1     | 1      |
| Усього              | 0        | 1     | 1      |